# 1560 en science
| Années de la science : 1557 - 1558 - 1559 - 1560 - 1561 - 1562 - 1563    |
| Décennies de la science : 1530 - 1540 - 1550 - 1560 - 1570 - 1580 - 1590 |

Cet article présente les faits marquants de l'année 1560 en science.

## Événements
- 21 août : une éclipse solaire totale est observée en Europe. Elle est décrite par Christophorus Clavius alors étudiant à l'Université de Coimbra[1].

- Fondation à Naples par l'alchimiste Giambattista della Porta de l’Academia Secretorum Naturae (en), première en date des sociétés scientifiques[2]. Elle est supprimée par le pape après une enquête de l'Inquisition en 1578 pour suspicion de sorcellerie[3].

## Publications
- Oronce Fine : De solaribus horologiis & quadrantibus libri quatuor. Paris, Cavellat, 1560, posthume ;
- Antonio Mizauld :
  - Secretorum agri enchiridion primum, hortorum curam, auxilia, secreta, & medica praesidia inventu prompta, ac paratu facilia, libris tribus pulcherrimis complectens. Lutetiae, apud Federicum Morellum, 1560,
  - De hortensium arborum insitione opusculum, … Eiusdem dendranatome, hoc est partium corporis arborei explicatio brevis, ubi de earundem nutritione. Lutetiae, apud Federicum Morellum, 1560,
- Joannes Stadius :
  - Ephemerides novae et auctae Joannis Stadii, ab anno 1554 ad annum 1561, héritiers A. Birckmanni, Cologne, 1560,
  - Tabulae Bergenses aequabilis et adparentis motus orbium coelestium, per Joannem Stadium, quae decem canonibus ad omnium seculorum memoriam planetarum et siderum vera loca, ante Christum et retro, cum observationum historiis congruentia suppeditant, item de fixis stellis commentarius, quo perpetua loca illarum demonstrantur, et ortus et occasus earundem ad quodlibet clima, tum ex iisdem calamitatis, sterilitatis, valetudinis anniversariae, et geniturarum praenotiones minime aberrantes, edocentur, héritiers A. Birckmanni, Cologne, 1560.

## Naissances

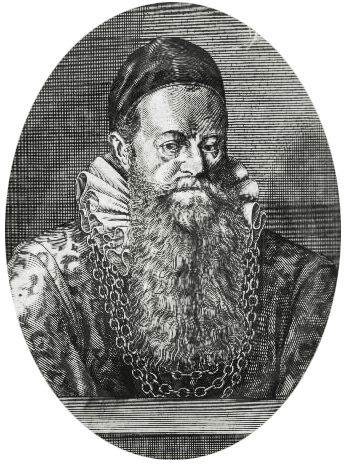
Gaspard Bauhin

- 17 janvier : Gaspard Bauhin (mort en 1624), naturaliste suisse.
- 25 juin : Wilhelm Fabricius Hildanus (mort en 1634), chirurgien allemand.
- 16 décembre : Guillaume de Nautonier de Castelfranc (mort en 1620), astronome et géographe français.

- Nicolas Abraham de La Framboisière (mort en 1636), médecin français.

- Vers 1560 :
  - Oswald Croll (mort en 1609), chimiste et médecin allemand.
  - Thomas Harriot (mort en 1621), mathématicien et astronome anglais.

## Décès
- 23 février : Gaspard Lax de Sarenina (né en 1487), théologien et mathématicien espagnol.

- Gian Giacomo Adria (né vers 1485), médecin, historien et humaniste italien.
- Vers 1560 : Jean Péna, mathématicien français.